# Spoorlijn Haubourdin - Saint-André
De Spoorlijn Haubourdin - Saint-André is een Franse spoorlijn van Haubourdin naar Saint-André-lez-Lille. De lijn is 8,6 km lang en heeft als lijnnummer 292 000.

## Geschiedenis
De lijn werd aangelegd door de Compagnie des chemins de fer du Nord en geopend op 1 juli 1895. Sinds de opening van de lijn is deze alleen in gebruik geweest voor goederenvervoer, hoewel er tot 1980 ook werknemerstreinen hebben gereden. Tot de aanleg van de spoorlijn Fretin - Fréthun was de lijn 10,4 km lang en liep voorbij het station Saint-André tot de aansluiting Saint-André, dit gedeelte van de lijn is sindsdien onderdeel van de spoorlijn Lille - Les Fontinettes. 

## Aansluitingen
In de volgende plaatsen is of was er een aansluiting op de volgende spoorlijnen:
Haubourdin
RFN 289 000, spoorlijn tussen Fives en Abbeville
RFN 289 306, raccordement van Santes
aansluiting Port fluvial
RFN 292 311, raccordement du port fluvial van Lille
Sequedin
RFN 292 606, stamlijn van La Raquette
RFN 292 611, stamlijn van Lomme
Saint-André
RFN 292 306, raccordement van Saint-André
RFN 295 000, spoorlijn tussen Paris-Nord en Lille

## Elektrische tractie
De lijn werd in 1955 geëlektrificeerd met een spanning van 25.000 volt 50 Hz.

## Galerij

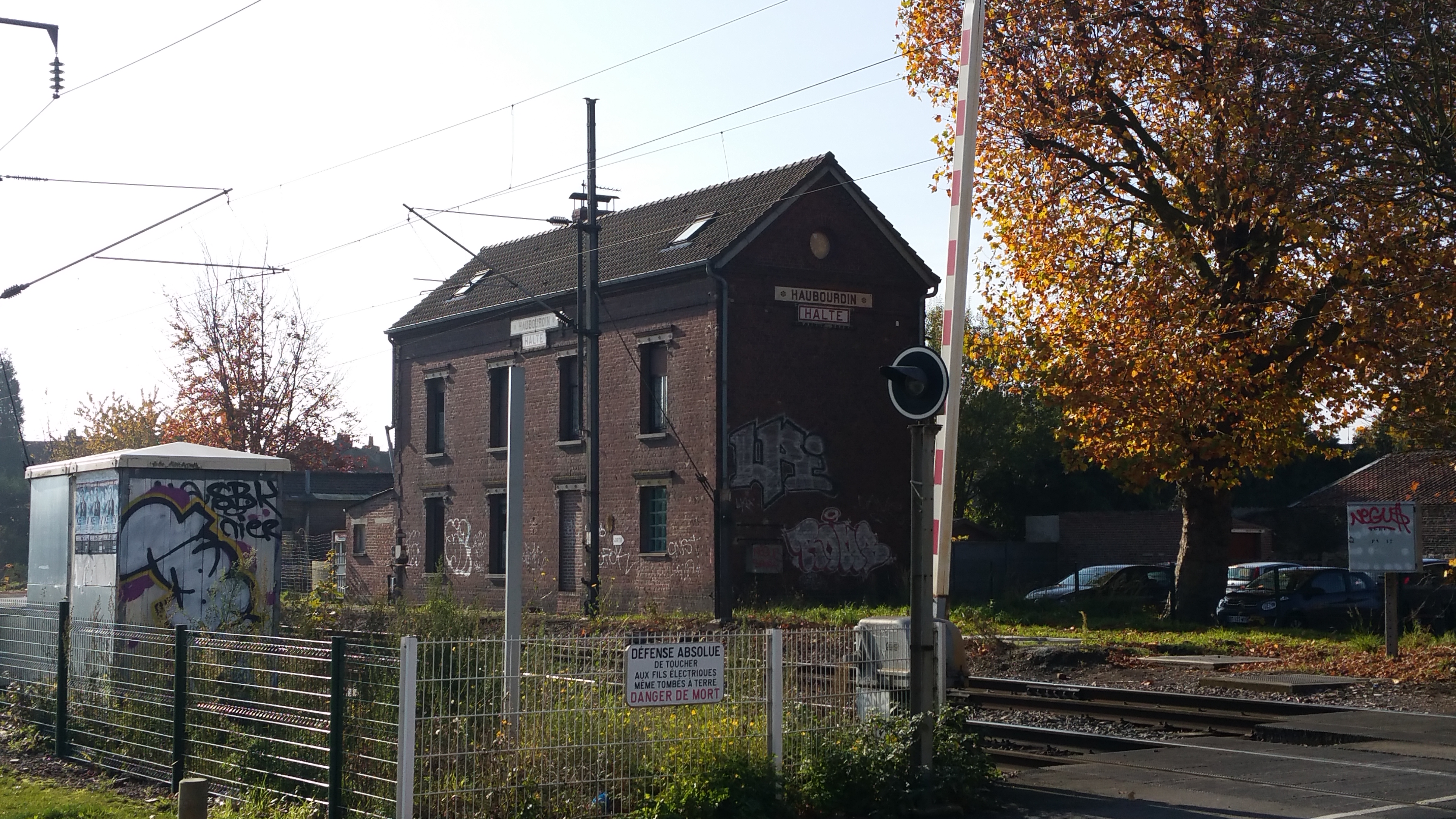
Haubourdin Halte
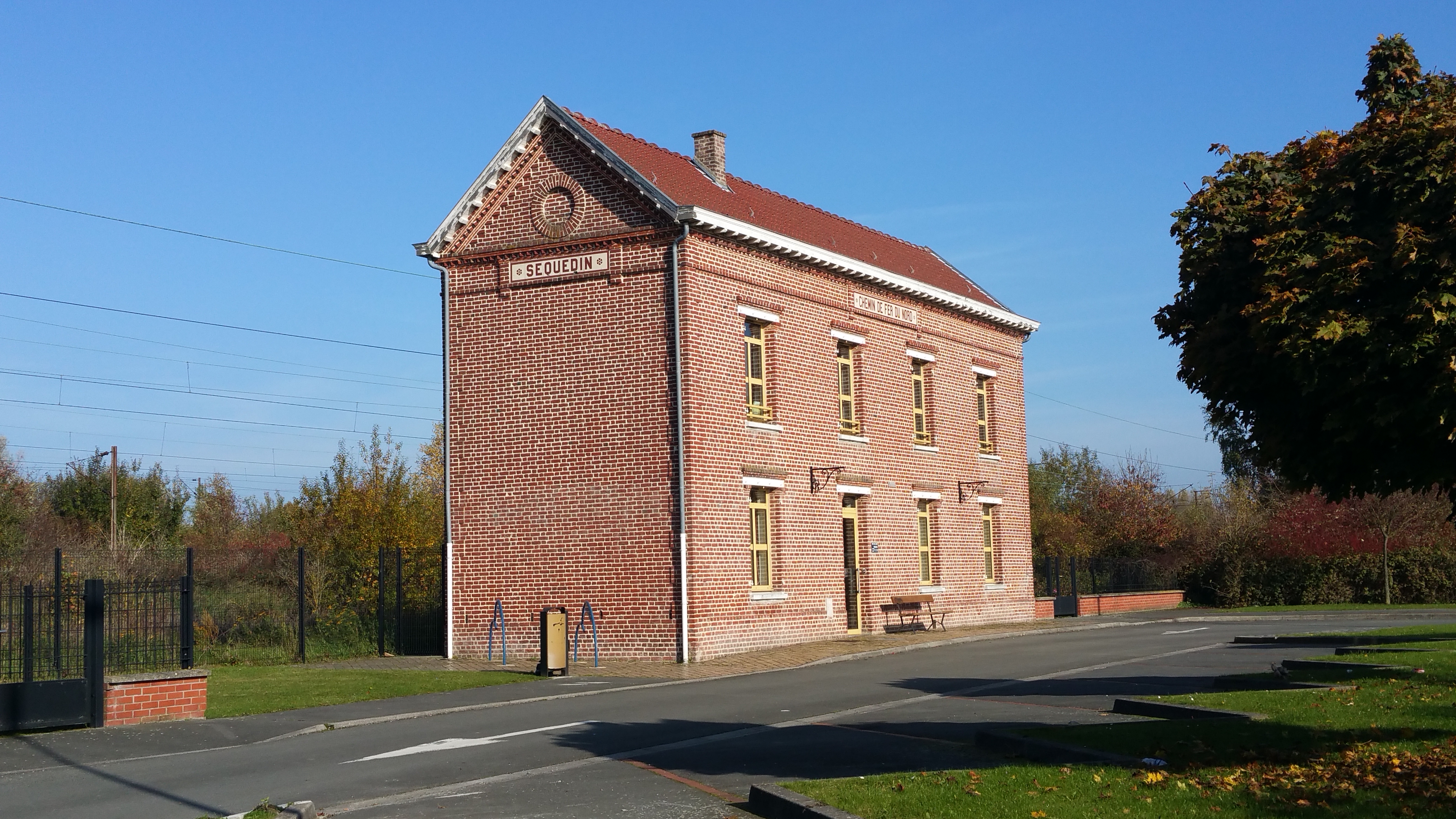
Station Sequedin 2015
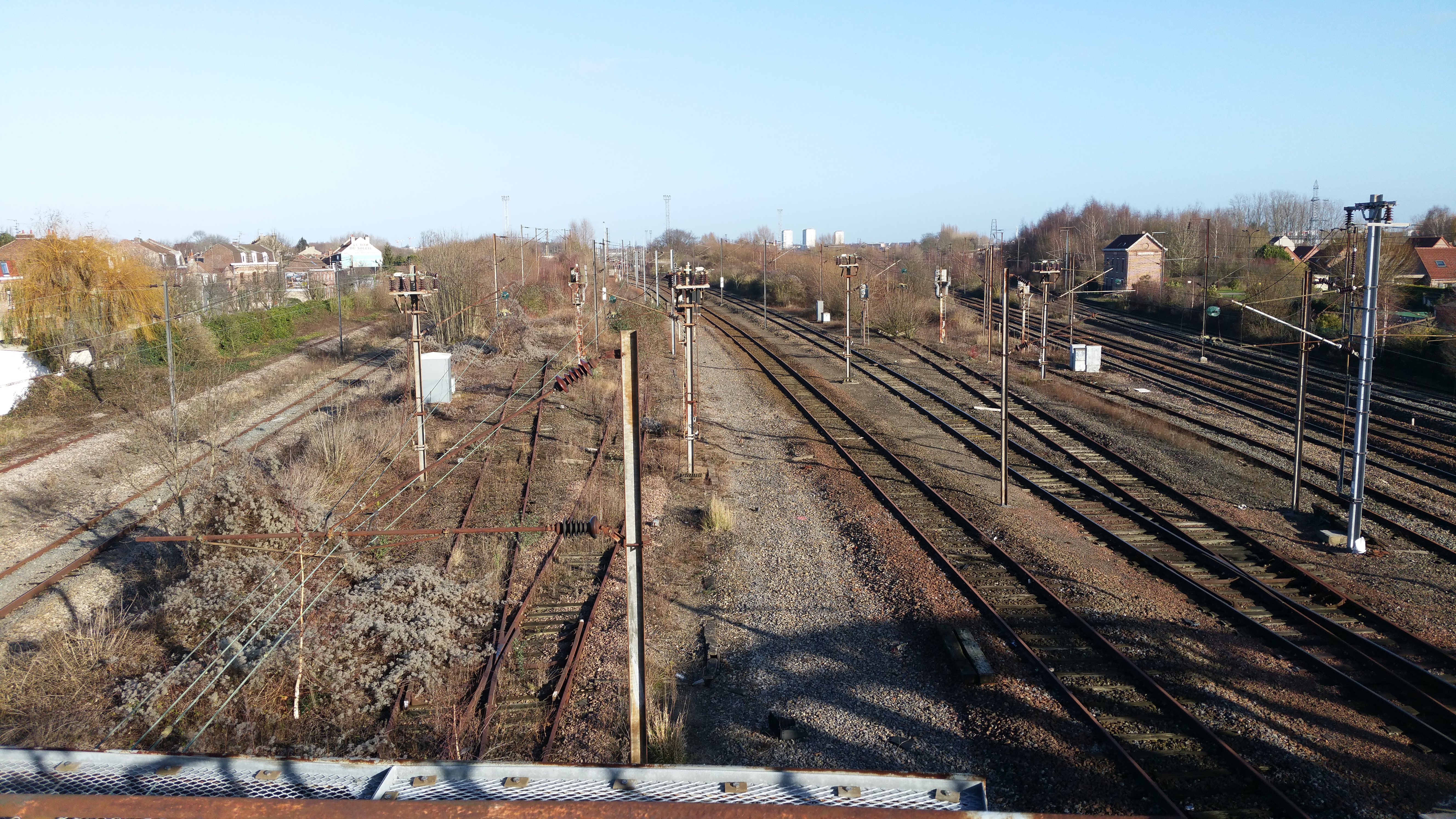
Goederenstation Lille-Délivrance
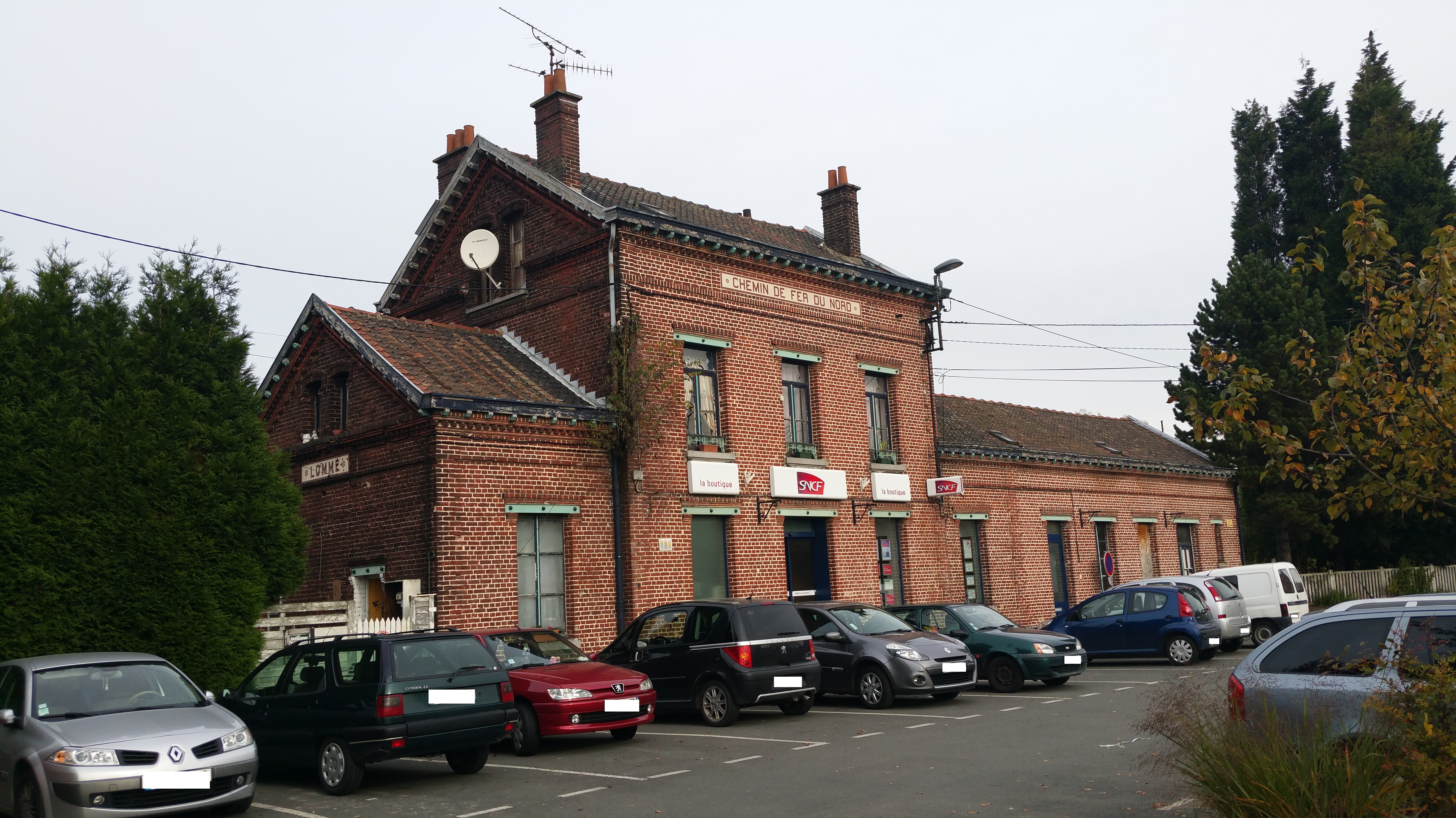
Station Lomme in 2015